# Louis Vincent
Louis Vincent (* 24. September 1808 in Stettin; † 28. März 1877 in Regenwalde) war ein Wiesenbaumeister und Kulturingenieur in Regenwalde (Provinz Pommern, Königreich Preußen).

## Leben

Wohnhaus von Louis Vincent Mitte der 1850er Jahre im Schlosspark zu Regenwalde

Louis Vincent wurde am 21. Oktober 1808 in der  Jakobikirche in Stettin getauft. Seine Eltern waren der Kaufmann Antoine Vincent und Caroline geb. Leisterer. Am 21. Januar 1839 heiratete Louis Vincent in Dölitz, Kreis Pyritz, Louise Franziska Kort (1815–1894). In der Familie wuchsen sechs Kinder heran, Otto Louis (* 1840), Anne Louise (* 1841), beide geboren in Stettin, Clara Auguste (* 1842), Hugo Louis (* 1845), Lina Luise (* 1847) und Karl Louis (* 1849), geboren in Regenwalde, wohin die Familie Mitte 1842 verzogen war. Auf dem nebenstehenden Foto ist Louis Vincent, von der Jagd heimkehrend, abgebildet.

## Wirken
Louis Vincent war als Feldmesser und Wiesenbaumeister der Pommerschen  ökonomischen Gesellschaft tätig. Auf einer Studienreise nach England, Schottland und Belgien hatte er das System der Bodenentwässerung mittels Tonröhren, die Fabrikation der Drainröhren und die Anlage von Drains kennengelernt. Ab 1845 lehrte er den Kunstwiesenbau unter Carl Sprengel an der Landbau-Akademie zu Regenwalde und erprobte erstmals die Röhrendrainage.
Im Jahre 1862 wurde Louis Vincent vom Großherzogtum Oldenburg mit einem Gutachten beauftragt, das die planvolle Be- und Entwässerung der Wiesen an Lethe und Hunte oberhalb von Oldenburg zum Ziel hatte. Vincent setzte durch, dass die Hunte westlich um die Tungeler Marsch umgeleitet und der Osternburger Kanal als Überfallkanal  von Tungeln bis zur Cäcilienbrücke in Oldenburg gebaut wurde. Daraufhin konnte in vier Genossenschaften ein über Jahrzehnte funktionierendes System der Wiesenbewässerung, die Rieselwiesenwirtschaft, aufgebaut werden.  Erst in den 1950er-Jahren endete diese Epoche.
Louis Vincent, der den Titel Königlich preußischer Ökonomierat trug, hat die Technik der Rieselei in zahlreichen Fachaufsätzen und Fachbüchern beschrieben.

## Werke
- Der rationelle Wiesenbau. Veit und Comp., Berlin 1846.
- Die Drainage nasser und kalter Ländereien. Veit & Comp., Berlin 1852.
- Der rationelle Wiesenbau, dessen Theorie und Praxis. Verlag von Veit & Comp., Leipzig 1870.
- Über den Nutzen der Be- und Entwässerung mit Bezug auf das Bremische Gebiet. Bremen 1871.
- Die Drainage, deren Theorie und Praxis. 5. Auflage. Leipzig 1873.
- Bewässerung und Entwässerung der Äcker und Wiesen. 2. Auflage. Verlag von Paul Parey, Berlin 1882.

## Ehrungen
Im Jahr 1876 zeichnete der Großherzog von Oldenburg den Königlich Preußischen Ökonomierat Vincent mit dem Ritterkreuz 2. Klasse aus.